# Atlas Drugged
Atlas Drugged er det tredje studiealbum fra den amerikanske post-hardcore gruppe Look What I Did. Det blev udgivet den 9. februar 2010 i USA gennem pladeselskabet  Modernist Movement.
Titlen er en reference til Ayn Rands Atlas Shrugged.[kilde mangler]

## Trackliste
| #   | Titel                        | Længde |
| --- | ---------------------------- | ------ |
| 1.  | "Six Flags Over Jesus"       | 3:03   |
| 2.  | "Fade To Daft"               | 3:23   |
| 3.  | "Jekyll Island Fiat Scratch" | 3:22   |
| 4.  | "Holding Pattern"            | 2:19   |
| 5.  | "I'm Majoring In Psychology" | 2:24   |
| 6.  | "My Girlfriend, Leo Strauss" | 3:03   |
| 7.  | "Serf Song"                  | 3:19   |
| 8.  | "Sh*t$"                      | 3:16   |
| 9.  | "Pussy Comitatus"            | 4:42   |
| 10. | "Quit It"                    | 3:19   |
| 11. | "Haematospermia"             | 3:17   |
| 12. | "Baby Darwins"               | 6:52   |